# 何塞·塔德奧·莫納加斯
何塞·塔德奧·莫納加斯（José Tadeo Monagas，1784年10月2日—1868年11月18日）是一位委內瑞拉的政治人物，出生於委內瑞拉馬圖林。何塞·塔德奧·莫納加斯曾兩度擔任委內瑞拉總統：1847年至1851年，以及1855年至1858年。